# 神戸市電栄町本線
栄町本線（さかえまちほんせん）は、かつて神戸市の瀧道停留場 - 兵庫駅前停留場間を結んでいた神戸市電の軌道路線である。

## 歴史
1895年8月、神戸電気鉄道株式会社と兵神電気鉄道株式会社が市街電車の敷設許可を競願の形で内務省へに出願。その後市街電車の是非や市営と民営のどちらにすべきか等の紆余曲折があった後、1906年5月に神戸電気鉄道株式会社が内務省へ路線免許を再出願。同年11月17日に第1期線と第2期線の建設が内務大臣より認可され、後の栄町本線となる区間は神戸市葺合区春日野より南本町、瀧道経由で国鉄山陽本線兵庫駅までを結ぶ第1期第1号線として1910年4月5日に春日野停留場 - 兵庫駅前停留場間5.808kmが開業した。開業時の停留場は春日野より順に以下の19箇所であった。
- 春日野 - 南本町1丁目 - 南本町4丁目 - 磯上通1丁目 - 磯上通5丁目 - 瀧道 - 生田前 - 元町1丁目 - 栄町2丁目 - 栄町4丁目 - 栄町5丁目 - 宇治川 - 楠公前 - 有馬道 - 湊川 - 永沢町4丁目 - 柳原踏切 - 兵庫線乗替 - 兵庫駅前

1913年には神戸電気鉄道と神戸電燈が合併し神戸電気へ社名が変更され、1917年8月1日には神戸市が神戸電気を買収し神戸市電の路線となる。神戸市電の路線となった際に瀧道停留場 - 春日野停留場間は磯上線として分離された。1922年7月12日には湊川線の新開地停留場 - 湊川公園停留場間が開通。新開地には湊川線と栄町本線の分岐点が設けられ、ここに神戸市電初の信号保安装置が設置された。
この頃、国鉄の東海道本線や山陽本線は地上を走っていたため神戸市電には国鉄線をオーバーパスする跨線橋がいくつか存在しており、栄町本線も元町6丁目停留場 - 裁判所前停留場間に東海道本線を越える相生橋が存在していた。その後国鉄線の高架化工事の話が持ち上がり、1931年10月9日深夜より各地で国鉄高架化及び道路・市電の地上化切替工事が開始された。相生橋においても翌10日午前0時より一時市電の運転を休止し一晩で切替を完了、同日朝の初発列車より地上線として運転を再開した。
1938年7月5日、神戸市街地に甚大な被害をもたらした阪神大水害が発生。市電においても山手線の一部を除いてそのほとんどが浸水や土砂の流入などの被害を受け全線運転休止となる事態に見舞われた。同日午後には雨量が減少したため局職員延べ2万人や勤労奉仕団、人夫総動員で復旧作業が開始され、同日23時には60%、8日朝に85%が運転を再開。その後も作業が続けられ7月26日に94%が復旧、9月2日初発より全線が運転を再開した。
1945年3月17日、神戸大空襲発生。市電も爆撃による被害を受け全線が運転不能となるも、4月3日の三宮阪神前停留場 - 栄町3丁目停留場間の復旧を以って全線が運転を再開する。同年6月5日再度の神戸大空襲発生。3月のものより甚大な被害を受け全線運転不能となる。栄町本線では同年11月20日に有馬道停留場 - 兵庫駅前停留場間が復旧。続けて翌1946年3月31日に湊川公園 - 栄町6丁目間、6月3日に残る被災区間が復旧し栄町本線が全線復旧した。
その後は1960年9月20日に三宮神社前停留場付近で軌道移設工事が完了し、1965年10月10日には神戸高速鉄道線の建設のため新開地付近を仮線で運行するなど細々とした変化がありつつ運行を続ける。しかし、モータリゼーションによる自動車の増加や神戸高速鉄道の開通による減収などが重なり、1968年4月21日には楠公前停留場 - 兵庫駅前停留場間1.8261kmが廃止。残る瀧道分岐点（三宮阪神前停留場） - 楠公前停留場間は市電全廃のその時まで生き永らえ、1971年3月14日に残った他の路線とともに廃止された。

### 年表
- 1910年（明治43年）4月5日：神戸電気鉄道の第1期第1号線として春日野停留場 - 兵庫駅前停留場間（停留場19箇所、延長5.808km）が開業。
- 1913年（大正2年）5月1日：神戸電気鉄道を神戸電気に改称。
- 1917年（大正6年）8月1日：神戸電気の買収により神戸市電の路線となる。それに伴い瀧道停留場 - 春日野停留場間は磯上線として分離。
- 1922年（大正11年）7月12日：湊川線開通に伴い新開地の湊川線との分岐点に初めて信号保安装置を設ける。
- 1931年（昭和6年）10月10日：国鉄東海道本線の高架化工事に伴い東海道本線を越える相生橋を撤去し地上線へ切替え。
- 1935年（昭和10年）7月2日：瀧道停留場が瀧道分岐点へと格下げ。
- 1938年（昭和13年）
  - 7月5日：阪神大水害発生。栄町本線においても多くの区間が被災。
  - 9月2日：初発より市電全線運転再開。
- 1945年（昭和20年）
  - 3月17日：神戸大空襲。市電も各地で被害を受け全線運転不能となる。
  - 4月3日：三宮阪神前停留場 - 栄町3丁目停留場間の復旧を以って全線運転再開。
  - 6月5日：再びの神戸大空襲。3月のものより甚大な被害を受け全線運転不能となる。
  - 11月20日：有馬道停留場 - 兵庫駅前停留場間復旧。
- 1946年（昭和21年）
  - 3月31日：湊川公園 - 栄町6丁目間復旧。
  - 6月3日：残る被災区間が復旧し栄町本線全線運転再開。
- 1960年（昭和35年）9月20日：三宮神社前停留場付近の軌道移設工事完了。
- 1965年（昭和40年）10月10日：神戸高速鉄道線の建設のため新開地付近を仮線で運行。
- 1968年（昭和43年）4月21日：楠公前停留場 - 兵庫駅前停留場間廃止。
- 1971年（昭和46年）3月14日：瀧道分岐点（三宮阪神前停留場） - 楠公前停留場間廃止により全線廃止。

## 駅一覧
- 1962年（昭和37年）7月当時。
- 背景色がグレーの駅は廃止・休止駅。

| 停留場名     | 読み                         | 接続路線 | 廃止日        |
| ------------ | ---------------------------- | --- | ------------- |
| 瀧道         | たきみち                     | 税関線 布引線 磯上線（1935年廃止） 阪神電気鉄道本線（1933年廃止）                                             | 1935年7月2日  |
| 三宮町一丁目 | さんのみやちょういっちょうめ | | 1971年3月14日 |
| 三宮神社前   | さんのみやじんじゃまえ       | | 1974年3月14日 |
| 元町一丁目   | もとまちいっちょうめ         | 国鉄東海道本線：元町駅 阪神電気鉄道本線：元町駅                                                               | 1971年3月14日 |
| 栄町二丁目   | さかえまちにちょうめ         | | 1971年3月14日 |
| 栄町三丁目   | さかえまちさんちょうめ       | | 1971年3月14日 |
| 栄町四丁目   | さかえまちよんちょうめ       | | 1971年3月14日 |
| 栄町五丁目   | さかえまちごちょうめ         | | 1971年3月14日 |
| 元町六丁目   | もとまちろくちょうめ         | | 1971年3月14日 |
| 裁判所前     | さいばんしょまえ             | 兵庫線（4系統・12系統・15系統が直通。栄町線非直通の1系統・2系統・5系統・7系統に乗車する場合は楠公前にて乗換） | 1971年3月14日 |
| 楠公前       | なんこうまえ                 | 楠公東門線・兵庫線                                                                                            | 1971年3月14日 |
| 有馬道       | ありまみち                   | 平野線 | 1968年4月21日 |
| 福原口       | ふくはらぐち                 | | 1968年4月21日 |
| 新開地       | しんかいち                   | 湊川線 | 1968年4月21日 |
| 永沢町       | えいざわちょう               | | 1968年4月21日 |
| 柳原         | やなぎわら                   | | 1968年4月21日 |
| 兵庫駅前     | ひょうごえきまえ             | 兵庫線：兵庫駅南口電停 国鉄山陽本線・和田岬線：兵庫駅 山陽電気鉄道本線：電鉄兵庫駅                            | 1968年4月21日 |

## 通過系統
- 1962年（昭和37年）7月当時。

| 系統   | 直通路線      | 通過区間                      | 直通路線      | 備考 |
| ------ | ------------- | ----------------------------- | ------------- | --- |
| 3系統  | 兵庫線        | 裁判所前 - 瀧道               | 布引線        | 循環系統、東行のみ |
| 4系統  | 布引線        | 瀧道 - 裁判所前               | 兵庫線        | 循環系統、西行のみ |
| 6系統  | 布引線        | 瀧道 - 兵庫駅                 | －            | |
| 9系統  | 布引線        | 瀧道 - 新開地                 | 湊川線        | |
| 10系統 | 布引線        | 瀧道 - 有馬道                 | 平野線        | |
| 11系統 | 平野線        | 有馬道 - 兵庫駅               | －            | |
| 12系統 | 布引線 湊川線 | 瀧道 - 裁判所前 新開地 - 瀧道 | 兵庫線 布引線 | 循環系統。裁判所前から兵庫線へ直通後、尻池線・和田線・高松線・尻池線・山手・上沢線・湊川線経由で新開地に行き栄町線を再度瀧道まで通過する |
| 13系統 | 布引線 兵庫線 | 瀧道 - 新開地 裁判所前 - 瀧道 | 湊川線 布引線 | 循環系統。新開地から湊川線へ直通後、山手・上沢線・尻池線・高松線・和田線・尻池線・兵庫線経由で裁判所前へ行き栄町線を再度瀧道まで通過する |
| 15系統 | 布引線        | 瀧道 - 裁判所前               | 兵庫線        | |